# Мост Пентеле
Мост Пентеле (енгл. Pentele Bridge) је мост који се протеже преко Дунава између Дунавече и Дунаујвароша. Изградња је завршена 13. марта 2007. Мост је добио име по Дунаујвароши. Дугачак је 1.682 m (5.518 ft), а широк 21 m (69 ft). Заузима 38. место међу мостовима са најдужим распонима лукова. Део је планираног аутопута М8 који повезује аутопут М6 на западној и аутопут 51 на источној страни.

## Дизајн и изградња
Пуна дужина моста је 1.682 m (5.518 ft). Надоградња моста почива на два бетонска стуба у кориту реке, десни садржи 14, а леви 5 стубова. Садржи пешачку и бициклистичку стазу. Речни мост је 50 m (160 ft) висок и тежине око 8600 тона. Лукови се уздижу 47,6 метара изнад пута и нагињу се унутра под углом од 16,5°.